# Maura marshalli
Maura marshalli är en insektsart som beskrevs av Bolívar, I. 1904. Maura marshalli ingår i släktet Maura och familjen Pyrgomorphidae. Inga underarter finns listade i Catalogue of Life.